# Arbeitsgericht Obergünzburg
Das Arbeitsgericht Obergünzburg war ein bayerisches Arbeitsgericht mit Sitz in Obergünzburg.

## Geschichte
Gemäß Arbeitsgerichtsgesetz vom 23. Dezember 1926 wurden in Deutschland Arbeitsgerichte gebildet. Diese waren nur in der ersten Instanz organisatorisch selbstständige Gerichte, die Landesarbeitsgerichte waren den Landgerichten zugeordnet. Am Landgericht Kempten entstand so 1927 das Landesarbeitsgericht Kempten als eines von 23 Landesarbeitsgerichten in Bayern. In Obergünzburg entstand das Arbeitsgericht Obergünzburg als eines von 16 Arbeitsgerichten des Landesarbeitsgerichts. Sein Sprengel umfasste den Gerichtsbezirk des Amtsgerichts Obergünzburg. Es bestand eine allgemeine Kammer für Arbeiter und Angestellte und eine Kammer für das Handwerk.
Bereits 1929 wurde die Zahl der Arbeitsgerichte deutlich reduziert. Das Landesarbeitsgericht Kempten wurde aufgehoben, seine Aufgaben übernahm das Landesarbeitsgericht Augsburg. Das Arbeitsgericht Obergünzburg wurde aufgehoben, seine Aufgaben übernahm das Arbeitsgericht Kaufbeuren.